# Róbert Hutyra
Róbert Hutyra (1. května 1944 Lúčka – 21. dubna 2021) byl československý reprezentant v cyklistice, pětinásobný mistr Slovenska a dvojnásobný mistr Československa, známý svým útěkem s celou svou rodinou za železnou oponu v horkovzdušném balonu.
Pocházel z Lúček a byl vystudovaný stavební technik. V roce 1967 s převahou vyhrál závod kolem rakouského Burgenlandu. Nedobré bytové podmínky a trauma ze sovětské okupace v roce 1968 způsobily, že začal přemýšlet o útěku na Západ.
Doslechl se o úspěšném útěku dvou východních Němců za železnou oponu pomocí horkovzdušného balonu. V roce 1981 se tedy pokusili spolu s manželkou vyrobit doma první balon. Hutyra stříhal pásy látky a jeho manželka je sešívala. Při testování balonu na východním Slovensku však zjistil, že balon je nevyhovující a spálil ho.
Do stavby druhého balonu se už pustil odborněji – studoval, zkoušel, testoval látku. Druhý balon byl vyroben z látky na nepromokavé pláště do deště. Materiál nakoupili v jisté moravské prodejně pod záminkou šití plachet na windsurfing pro nový bratislavský vodácký oddíl.
V roce 1983 již byl balon hotový a rodina se připravovala na útěk za železnou oponu – v zaměstnání dali výpověď pod záminkou stěhování. Děti se o plánu útěku dozvěděly až pár dní před realizací.
Původní záměr odstartovat balonem ze Slovenska a odletět směrem do Rakouska však zhatilo proudění větrů v létě roku 1983, kdy nefoukal východní vítr. Hutyra pak dostal nápad startovat z místa někde na Moravě a využít severozápadní vítr, který by balon zanesl do Rakouska.
Dne 7. září 1983 večer balon připravili na odlet u obce Božice na Znojemsku. Do balonu nastoupil Hutyra, jeho manželka, jejich čtrnáctiletá dcera a jedenáctiletý syn. Vzali s sebou čtyři propanbutanové lahve, dvě tašky s věcmi a na koš balonu Hutyra připevnil i závodní kolo. Koš balonu byl zespodu opevněný plechem proti případné střelbě. Balon úspěšně vzlétl, ale po vyčerpání náplně první lahve znovu klesl na zem ještě na československém území. Hutyra láhev vyměnil a znovu odstartoval. Po necelé hodině letu balon přistál ve vinohradu u rakouského Falkensteinu. Příslušníci československé pohraniční stráže balon zpozorovali, ale omezili se jen na vystřelování světlic (nechtěli balon ostřelovat pro případ, že by již byl na rakouském území). K úspěšnému útěku přes železnou oponu rodině blahopřál i tehdejší americký prezident Ronald Reagan.
Hutyrovi se z Rakouska vystěhovali do USA, kde ještě několikrát předváděli svůj let balonem. Ten nakonec skončil v Muzeu berlínské zdi. Róbert Hutyra žil a podnikal v Luhačovicích.